# Національна автономна федерація футболу Гондурасу
Національна автономна федерація футболу Гондурасу (ісп. Federación Nacional Autónoma de Fútbol de Honduras) — організація, що відповідає за управління футболом в Гондурасі. Федерацію засновано 1951, приєдналась до ФІФА того ж року. За десять років федерація стала членом КОНКАКАФ.